# 布罗姆斯基兴
布罗姆斯基兴是德国黑森州的一个市镇。总面积35.23平方公里，总人口1849人，其中男性961人，女性888人（2011年12月31日），人口密度52人/平方公里。